# Trigonostylops
Trigonostylops is een geslacht van uitgestorven zoogdieren die voorkwamen van het Laat-Paleooceen tot het Vroeg-Eoceen.

## Beschrijving
Over het uiterlijk en levenswijze van deze dieren kan men niet veel zeggen wegens het ontbreken van skeletfragmenten, met uitzondering van een schedel die aantoont dat de dieren een primitief gebit bezaten met grote onderste hoektanden. De mogelijke lengte van de dieren wordt geschat op circa 150 cm.

## Vondsten
Van dit dier werd slechts een schedel gevonden in Argentinië.